# (24102) Jacquescassini
Pour les articles homonymes, voir Jacques Cassini et Cassini.
(24102) Jacquescassini (1999 VD9) est un astéroïde de la ceinture principale découvert le 9 novembre 1999 par C. W. Juels à Fountain Hills.
Il est nommé en l'honneur de Jacques Cassini.

## Compléments